# Pablo Migliore
Pablo Alejandro Migliore (Buenos Aires, Argentina, 27 de enero de 1982) es un exfutbolista, boxeador y entrenador argentino. Se desempeñaba como arquero y su último equipo fue el Deportivo Español de la Primera C de Argentina. Con el Club Atlético Boca Juniors ganó 3 títulos incluyendo la Copa Libertadores 2007.

## Trayectoria como futbolista
Realizó las inferiores en el Club Atlético Boca Juniors, aunque luego se marchó a buscar suerte a otros clubes. Debutó en el Club Atlético Germinal del Torneo Argentino B en 2004. Luego fue transferido al Club Atlético Huracán, donde debutó en marzo de 2005. Posteriormente fue transferido a Boca Juniors, que tras la partida de Ezequiel Medrán necesitaba un arquero suplente detrás de Roberto Abbondanzieri. Debutó en el xeneize en el clásico contra River Plate, luego de que Abbondanzieri fuera expulsado. Con el equipo de la Ribera obtuvo un título nacional (Torneo Clausura 2006) y la Copa Libertadores 2007. En 2008, durante las semifinales de la Copa Libertadores ante Fluminense, un grosero error suyo permitió que Thiago Neves sellara el 2-2 definitivo, que por la regla del gol de visitante permitió al equipo brasileño acceder a la final.
En 2008 fue cedido a préstamo por un año a Racing Club, con opción de compra. Terminado ese vínculo, en julio de 2009 fichó con San Lorenzo de Almagro, una movida fuertemente cuestionada por varios motivos: su mala salida de Racing, que incluyó entredichos públicos con la dirigencia; su formación y larga trayectoria en Huracán, clásico rival de San Lorenzo; y su gran identificación y declarado fanatismo por Boca, otro prominente rival de San Lorenzo. En junio de 2010, Migliore firmó contrato por tres años con el equipo azulgrana, quedando el pase en su poder. A principios de septiembre del mismo año fue diagnosticado con hepatitis, teniendo que pasar alrededor de dos meses sin jugar. Volvería a jugar tiempo después, convirtiéndose en el capitán de San Lorenzo durante la mayor parte de las que serían las tres peores temporadas del Ciclón en torneos cortos de la Primera División, al punto que de al final del Torneo Clausura 2012 sólo logró esquivar el descenso ganando una repesca. En mayo de 2013 se confirma su recisión de contrato con San Lorenzo.
En mayo de 2013 fue transferido al Dinamo Zagreb, el club más popular y más laureado de Croacia. En marzo de 2014 fue liberado por Argentinos Juniors luego de un entredicho con el técnico de la institución, Claudio Borghii. En junio de 2014 fue fichado por Peñarol de la Primera División de Uruguay, por un año con opción a dos. En noviembre de 2015, "El Loco" selló su vínculo con el Club Almirante Brown por período de año y medio. El arquero, que tuvo un fugaz paso por Atlético Paraná, se convirtió en el primer refuerzo de Barracas Central para el campeonato de la Primera B Metropolitana. En el 2021, ya retirado del fútbol se integró Bienvenidos a bordo, programa de canal trece, los participantes tienen que hacerle goles para ganar premios. En 2022, retomó el fútbol profesional siendo capitán y referente de Deportivo Español.

## Trayectoria como boxeador
En marzo de 2019, debutó profesionalmente como boxeador derrotando por nocaut al cordobés Diego "Macho" Merlo, su debut se produjo en la Sociedad de Fomento Villa Don Bosco, Partido de La Matanza ante más de 500 personas. En el ringside ese día participaron personajes públicos como Claudio Fabián Tapia y Jorge Acero Cali. En mayo de ese mismo año, se midió con Julián "Chiquito" Ruiz, en una velada celebrada en Santa Cruz, a quién venció por nocaut en el 2do round. En noviembre, el ex-arquero se midió con Emilio "Chiquito" Zárate y cayó en el octavo asalto por nocaut técnico.
En 2020, tras esta serie de peleas anunció que se retiraría del boxeo amateur por cuestiones familiares.
En 2024, Migliore volvió al boxeo para enfrentarse al campeón mundial Maravilla Martinez. El encuentro será el 19 de diciembre en el Estadio José Amalfitani, ante más de 45 mil personas bajo el marco del evento Párense de manos de Lucas Rodríguez.

## Vida personal
Su tío-abuelo es el exfutbolista profesional argentino Roberto Emilio Migliore que es el máximo goleador del Club Almirante Brown con 97 goles en 119 partidos.
En 2013, estuvo preso en el penal de Ezeiza por una sospecha de encubrimiento a Maxi Mazzaro, una barra de Boca Juniors. Luego de cuarenta días de detención fue puesto en libertad tras pagar una fianza de 500 000 pesos.

## Clubes
| Club                           | País      | Año       |
| ------------------------------ | --------- | --------- |
| Germinal de Rawson             | Argentina | 2003-2004 |
| Club Social y Deportivo Madryn | Argentina | 2004      |
| Huracán                        | Argentina | 2004-2005 |
| Boca Juniors                   | Argentina | 2006-2008 |
| Racing Club                    | Argentina | 2008-2009 |
| San Lorenzo                    | Argentina | 2009-2013 |
| Dinamo Zagreb                  | Croacia   | 2013      |
| Argentinos Juniors             | Argentina | 2013-2014 |
| Peñarol                        | Uruguay   | 2014-2015 |
| Almirante Brown                | Argentina | 2016      |
| Atlético Paraná                | Argentina | 2017      |
| Barracas Central               | Argentina | 2017      |
| Deportivo Español              | Argentina | 2022      |

### Como entrenador
| Club  | País      | Año  |
| ----- | --------- | ---- |
| Fénix | Argentina | 2023 |

## Estadísticas como entrenador
| Fenix Argentina | 3.ª   | 2023  | 5 | 0 | 0 | 5 | - | - | - | - | - | - | - | - | - | - | - | - | - | - | 5 | 0 | 0 | 5 | 0/15 | 0% | 2 | 9 | -7 |
| Fenix Argentina | Total | Total | 5 | 0 | 0 | 5 | - | - | - | - | - | - | - | - | - | - | - | - | - | - | 5 | 0 | 0 | 5 | 0/15 | 0% | 2 | 9 | -7 |

## Palmarés

### Títulos nacionales
| Título               | Club          | País      | Año    |
| -------------------- | ------------- | --------- | ------ |
| Primera División     | Boca Juniors  | Argentina | C-2006 |
| Supercopa de Croacia | Dinamo Zagreb | Croacia   | 2013   |
| Torneo Clausura      | Peñarol       | Uruguay   | 2015   |

### Títulos internacionales
| Título                       | Club         | Sede         | Año  |
| ---------------------------- | ------------ | ------------ | ---- |
| Recopa Sudamericana          | Boca Juniors | São Paulo    | 2006 |
| Copa Libertadores de América | Boca Juniors | Porto Alegre | 2007 |